# 第9装甲教导旅
第9装甲教导旅（9th Panzerlehr Brigade），是德国武装部队或联邦国防军中约 5,000 人的编队，隶属于位于汉诺威的第1装甲师。该旅的大部分驻扎在明斯特。两个营驻扎在吕本山麓诺伊施塔特 。由于德国陆军装甲和飞行演习（德語： Informationslehrübung Gefechts- und Luftfahrzeuge des Deutschen Heeres）该旅已成为“德国陆军的展示柜” )。这些演习展示了陆军运用战车和飞机的能力，以及它们如何在各种情况下联合作战。该编队被归类为德国联邦国防军干预部队中的一个装甲旅。

## 使命
作为干预部队的一部分，该旅计划和执行涉及网络化、多国、多兵种联合、高强度作战行动的任务。此外，它计划、准备和执行作战范围中低强度部分的任务，即它提供和加强稳定力量。该旅能够在师级司令部的指导下，在多国和联合环境中领导联合兵种作战，进行机动和网络作战。为此，其主要武器系统是豹2A6主战坦克、 貂鼠式步兵战车和PzH 2000 自行榴弹炮。 貂鼠很快将被美洲狮步兵战车取代，美洲狮已经在第 92 装甲掷弹兵 (教导) 营进行了测试，该营隶属于第9旅。
作为一支教导部队，该旅开展大量训练演习与装甲作战部队领导力发展相关的职业相关训练，并为德国联邦国防军参谋学院、陆军军官训练学校和其他武器学校提供培训。该旅以严谨和有条不紊的方式展示了示范程序，从战斗物资的处理到加强战斗群级别的联合武器实弹射击。除了通过示范演习支持装甲作战学校外，第 9 装甲教导旅还参与装甲作战概念的发展，并作为试验旅试验新的武器系统、装备和战术。

## 编队标志和臂章
该旅的编队标志是红色背景上的白色萨克森马，镶嵌在白边、黄白相间的徽章上。这匹马让人想起韦尔夫家族和汉诺威王国的公爵。最初的撒克逊徽章被韦尔夫公爵采用，从 1235 年起被称为不伦瑞克-吕讷堡公爵，作为额外的纹章。由于吕讷堡-不伦瑞克地区的一部分与公国以及后来的汉诺威王国统一，萨克森种马于 1705 年被王国采用在它的 徽章上，主盾被垂直分为黄色和白色的两半.随着下萨克森州的成立，红色盾牌上的撒克逊种马自 1952 年以来一直是该州的徽章。直到2006年，该旅出于传统原因才采用了这种纹章。这是2007年底退役的第1装甲掷弹兵旅的徽章，其原所属单位第33装甲营和第141后勤营并入第9装甲旅。此外，除了白色边框外，盾牌与第 1 装甲师的编队标志相同。直到 2006 年的旧编队标志在红色背景和红色边框上显示了两把交叉的剑和一个代表Lehrbrigade（教导旅）的L。除了将字母“S”替换为字母“L”外，这与装甲兵训练中心的标志相同。 1987 年 9 月 24 日，德国联邦总统授予第 9装甲教导旅的臂章，作为其应得认可的可见标志。

## 当前组织
截至 2023 年 4 月 1 日，该旅的组织结构如下：
- 第 9 Panzerlehr Brigade (Panzerlehrbrigade 9)，在明斯特[1]
  - 第 9 Panzerlehr 旅的参谋和支援连，位于明斯特
  - 第 3 侦察示范营 (Aufklärungslehrbataillon 3)，在吕讷堡，配备Fennek侦察车和KZO无人机
  - 第 33 装甲掷弹兵营（Panzergrenadierbataillon 33），位于鲁本贝格山麓诺伊施塔特，配备 44 辆美洲狮步兵战车
  - 第 92 装甲掷弹兵示范营 (Panzergrenadierlehrbataillon 92)，在明斯特，配备 44 辆美洲狮步兵战车
  - 第 93 装甲示范营 (Panzerlehrbataillon 93)，在明斯特，配备 44 辆豹 2A6主战坦克
  - 第 130 德/英架桥工兵营 (Deutsch/Britische Pionierbrückenbataillon 130)，在明登[2] [3] [4]
  - 第 141 补给营 (Versorgungsbataillon 141)，位于吕本贝格山麓诺伊施塔特
  - 第 9 Panzerlehr 旅信号连，位于明斯特

### 原单位
- 第 96 后勤营（1971 年 3 月 31 日解散）
- 第 91 和第 94 装甲师营（1992 年 10 月 30 日解散）
- 第 332 装甲掷弹兵（教导）营（1996 年 12 月 31 日转移，2006 年 6 月 30 日解散）
- 第 11 装甲侦察（教导）营（1997 年 3 月 31 日解散）
- 第 91 猎兵营（2023 年 4 月 1 日调至第 21 装甲旅）
- 第 95 装甲炮兵（教导）营（2002 年 9 月 30 日解散）
- 第 3 装甲侦察（教导）营（2003 年 6 月 30 日转移）
- 第 6 装甲迫击炮连/第 92 装甲掷弹兵（Lehr）营（2005 年 10 月 21 日解散）
- 第 334“Celle”Panzerlehr 营（2006 年 6 月 30 日解散）
- 第 90 Panzerjäger (教导) 连（1996 年 9 月 30 日解散）
- 第 90 后勤（教导）连
- 第 90 维修（教导）连（1994 年 3 月 31 日解散）
- 第 90 医疗（教导）连，后来的第 4 连/第 3 医疗营（已解散）
- 第 90 NBC（教导）连（已解散）

## 历史

### 开端
德国联邦国防军的第一个示范营于 1956 年在明斯特军营成立。地区行政长官卡尔-西奥多·莫利纳里 (Karl-Theodor Molinari) 和医生赫尔曼·沃尔夫 ( Hermann Wulf ) 博士放弃了自己的职业，担任新坦克 ( Panzerlehrbataillon ) 和装甲步兵 ( Panzergrenadierlehrbataillon ) 示范营的指挥官。共有 71 名志愿者，大部分是二战老兵，驻扎在现在兴登堡军营的主营地。 1958 年，作为“陆军结构 1”一部分的营由四个战斗连、一个司令部连和一个补给连组成。装甲步兵营隶属于装甲步兵学校（ Panzergrenadierschule ），坦克营隶属于装甲军学校（ Panzertruppenschule ）。
根据 1958 年 7 月 1 日的执行命令，在明斯特的装甲示范战斗群（ Panzerlehrkampfgruppe ）的参谋和总部连在射击营（今天的 Örtzetal 兵营）成立，立即生效并隶属于装甲军学校。 1958 年，示范单位领导了为期三周的示范和试演（“LV 58”）。这次演习从组织和战略角度检验了陆军未来的组织结构。它在 Bergen-Hohne 结束，在联邦总理康拉德·阿登纳 (Konrad Adenauer)的见证下展示了各种武器系统及其性能。 1959 年，这两个示范营被编入新组建的第 9 Panzerlehr 旅。该旅最初隶属于布克斯特胡德的第 3 装甲师，其第一任指挥官是威廉·冯·罗德 (Wilhelm von Roeder) 准将。
在 1959 年底（“陆军结构 2”），该旅合并了一个总部连、第 11 装甲侦察营、第 92 装甲掷弹兵营、第 93 装甲营、第 95 装甲炮兵营、第 96 后勤营（成立于 1959 年 2 月 1 日）、第 90 装甲工兵连和第 20 步兵连。 1960 年， HS 30步兵战车取代了 1960 年的M39 装甲多用途车，炮兵获得了新的M109G 自行榴弹炮，第 93 Panzerlehr 营的第 4 连成为德国陆军中第一个接收豹1主战坦克的公司。

### 重组和海外部署
1994年第3装甲师解散后，第9装甲旅暂时隶属于杜塞尔多夫的第7装甲师，但在1996年转入汉诺威的第1装甲师。在被称为Heeresstruktur 5的重组中，以下单位被置于该旅之下： 第92装甲掷弹兵营，第93装甲掷弹兵营和第334 "策勒 "装甲掷弹兵营，第95装甲炮兵营和第325、95装甲炮兵营，第3装甲侦察营，第90装甲侦察连和第90装甲兵连。
2002 年，该旅的成员作为波斯尼亚和黑塞哥维那稳定部队(SFOR) 的一部分部署，并于 2004/2005 年作为驻科索沃第 10驻科索沃部队(KFOR) 的一部分部署。此外，该旅的成员还参与了第 15 次驻科部队行动部署和第 12 次国际安全援助部队(ISAF) 在阿富汗的部署。为了实现自给自足，该旅于 2006 年 7 月得到来自Luttmersen的第 33 装甲营和第 141 后勤营以及来自Munster的第 90 侦察连的加强。该旅的实际兵力约为 4,700 名士兵，其中约 3,000 名驻扎在明斯特。 2006 年，来自Schwanewede的第 325 Panzerartillerie (Lehr) 营迁往明斯特，以优化该旅作战部队的凝聚力。由于该旅被纳入德国联邦国防军的海外部署，其示范活动不得不减少。直到冷战结束，该旅每年为国内和国际观众进行大约 50 次演示，以展示德国陆军的可靠性和能力。
联邦国防军已经变成了一支可部署的武装力量。从2006年9月到2007年5月，大约有1400名编队和独立部队的士兵被部署在科索沃和阿富汗。一个特别的亮点是在阿富汗北部的费扎巴德部署了省级重建队（PRT），他们为该国的重建做出了贡献。在此期间，他们成功地建造了由德国捐款资助的幼儿园，为阿富汗儿童提供了在永久性住所中玩耍和得到照顾的机会。
2008年5月中旬，该旅约有1500名士兵作为德国在巴尔干地区的第20次部署的一部分被部署，或作为RRF部队处于待命状态。在部署结束后，该旅必须完成干预部队的重组，进行进一步的训练，以使其士兵为作为第一装甲师一部分的进一步潜在行动做好准备。

### 指挥官
以下军官指挥了该旅：
|     | 姓名                                     | 就职               | 离职               |
| --- | ---------------------------------------- | ------------------ | ------------------ |
| 22  | 布里根·冈瑟·施耐德                       | 2014 年 3 月 9 日  |                    |
| 21  | 准将诺伯特·瓦格纳                        | 2012 年 3 月 30 日 | 2014 年 5 月 9 日  |
| 20  | 贝恩德·许特准将                          | 2010 年 9 月 17 日 | 2012 年 3 月 30 日 |
| 19  | 威廉·格伦准将                            | 2007 年 7 月 18 日 | 2010 年 9 月 17 日 |
| 18  | 布里根·卡斯滕·雅各布森                   | 2005 年 2 月 25 日 | 2007 年 7 月 18 日 |
| 17  | 理查德·罗斯曼尼准将                      | 2003年             | 2005年             |
| 16  | Oberst Gerhard Stelz                     | 2001年             | 2003年             |
| 15  | 沃尔夫-约阿希姆·克劳斯准将               | 1999               | 2001年             |
| 14  | 奥伯斯特·沃尔夫冈·科尔特                 | 1996年             | 1999               |
| 13  | 埃里希·贝克尔准将                        | 1990年10月1日      | 1996年             |
| 12  | 奥伯斯特·约阿希姆·斯皮林                 | 1987年10月1日      | 1990年9月30日      |
| 11  | 乔治·海因里希·罗斯准将                   | 1982年10月11日     | 1987 年 9 月 30 日 |
| 10  | 布里根·黑尔格·汉森                       | 1980 年 9 月 26 日 | 1982年10月11日     |
| 9   | BrigGen Franz Uhle-Wettler               | 1978年4月1日       | 1980 年 9 月 25 日 |
| 8个 | BrigGen Franz-Joachim Freiherr von Rodde | 1974年10月1日      | 1978年3月31日      |
| 7   | 布里根·戈特弗里德·埃沃特                 | 1970年10月1日      | 1974 年 9 月 30 日 |
| 6个 | 阿尔弗雷德·穆勒准将                      | 1968年10月1日      | 1970 年 9 月 30 日 |
| 5个 | 卡尔戴臣准将                             | 1966年10月1日      | 1968年9月30日      |
| 4个 | 卡尔-赖因哈德·冯·舒尔岑多夫准将          | 1964年10月1日      | 1966 年 9 月 30 日 |
| 3个 | 准将恩斯特·菲利普                        | 1962年10月1日      | 1964 年 9 月 30 日 |
| 2个 | 威廉·沃斯准将                            | 1961年6月1日       | 1962年9月30日      |
| 1个 | 威廉·冯·罗德上将                         | 1958年4月1日       | 1961年5月31日      |

## 下属单位的说明

### 第33装甲营（Panzerbataillon 33）
该营能够在 20 天内部署并作为多国行动的一部分在高强度冲突中执行作战任务，或者在经过短期的特定任务训练后，执行一系列其他任务。在和平时期，它通过训练和锻炼其人员和装备来为此做好准备。该营分为以下连：
- 1st/ PzBtl 33：总部和供应连
- 第 2/ PzBtl 33：装备豹 2 的坦克连
- 第 3/ PzBtl 33：装备豹 2 的坦克连
- 第 4/ PzBtl 33：装备豹 2 的坦克连
- 5th/ PzBtl 33：运营支持连

#### 标志和历史
其徽章的背景是普鲁士黑白相间的，就像德国联邦国防军本身的标志铁十字勋章一样。解放战争以来的普德老骑兵长枪上的旗帜也是黑白相间的，因此也成为装甲军的标志，被视为重骑兵的继承者。盾牌内的棕榈树自 1958 年以来一直是营的标志，让人想起第二次世界大战非洲军（国防军的一部分）。
1958 年，明斯特营中的前两个坦克连成立，配备 M47 坦克。 1960 年，该部队获得了 M48 主战坦克。 1965 年，该部门从 Barme 搬到了 Neustadt am Rübenberge。 1966 年，它获得了第一辆豹 1主战坦克。 1981 年，该营接收了第一辆豹 2 主战坦克。冷战结束后的 1992 年，该营从位于尼恩堡的第 3 装甲旅转移到位于奥古斯多夫的第 21 装甲旅。 1999 年，该营部署到阿尔巴尼亚和科索沃，然后在 2001 年部署到科索沃和马其顿。 2002 年，它首先被转移到位于希尔德斯海姆的第 1 装甲掷弹兵旅，然后在 2006 年 7 月被转移到第 9 Panzerlehr 旅。从 2006 年 10 月到 2007 年 2 月，第 33 装甲营的成员被用作南方多国特遣部队/PRIZREN 的作战营，作为驻科部队任务的一部分。该营随后于 2009 年上半年部署为 EUFOR 和 KFOR 的 ORF（后备作战部队）营。

### 第93装甲示范营（Panzerlehrbataillon 93）

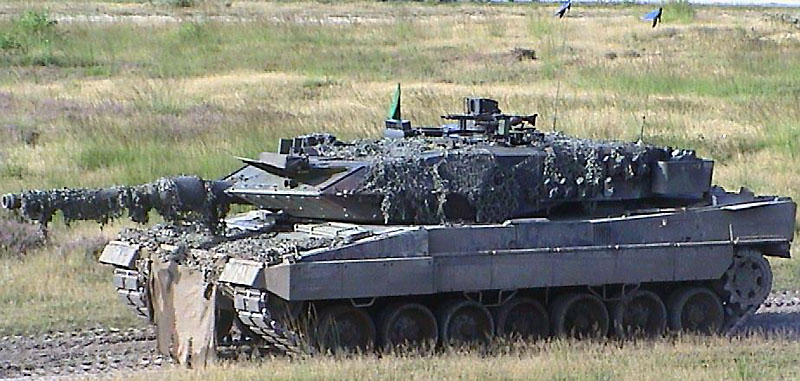
豹2主战坦克

作为德国陆军干预部队的三个装甲营之一，其主要任务是训练和参与德国联邦国防军的和平执法和维和行动。第 93 装甲示范营支持 Panzerlehrbrigade 9 和明斯特训练学校对装甲战斗部队的军事领导人进行基础和继续训练。该营分为：
- 第一总部和供应公司
- 第 2 连与豹 2
- 第 3 连与豹 2
- 第 4 连与豹 2
- 5连（运营支援连）

#### 徽章和历史
第 93 装甲师营的徽章设计于 1960 年代末。它的背景是Panzerrot （“装甲红”），装甲部队的颜色，“L”表示Lehrtruppe或“示威部队”，数字 93 是营的编号，铁十字是德国联邦国防军的编号。 1956 年 4 月 1 日，该营在明斯特成立，这是德国联邦国防军的第一个装甲营。 1959 年，它被赋予了现在的名称。 1997 年，它在明斯特从 Schulz Barracks 搬到了 Freiherr von Boeselager Barracks（现在的位置）。第 93 Panzerlehr 营证明了其能力，尤其是在最近几年，特别是通过开展题为“德国陆军的战斗和飞行器”和“德国陆军在整个任务范围内的能力”的演习。多年来，该营的士兵一直被德国联邦国防军与稳定部队、欧盟部队、驻科部队和国际安全援助部队一起部署到国际行动中。